# Рудник (гмина, Красноставский повет)
Рудник (пол. Rudnik) — сельская гмина (волость) в Польше, входит как административная единица в Красноставский повет, Люблинское воеводство. Население — 3605 человек (на 2004 год).

## Соседние гмины
1. Гмина Гожкув
2. Гмина Избица
3. Гмина Нелиш
4. Гмина Сулув
5. Гмина Туробин
6. Гмина Жулкевка